# Sieniawa
Sieniawa ist eine polnische Stadt in der Woiwodschaft Karpatenvorland, Powiat Przeworski im Talkessel von Sandomierz am San gelegen mit etwa 2160 Einwohnern. Sie ist Sitz der gleichnamigen Stadt-und-Land-Gemeinde. Die Geschichte des Ortes ist eng verbunden mit dem Adelsgeschlecht der Czartoryski.

## Geschichte
Auf dem Boden des Dorfes Dybków gründete im Jahr 1676 der Woiwode von Wolhynien und Feldhetman der Krone Mikołaj Hieronim Sieniawski, einer der reichsten Männer der polnisch-litauischen Rzeczpospolita, eine Stadt. Gleichzeitig wurde mit dem Bau des Schlosses, der Anlage von Park und Hafen sowie von Speicherhäusern für den Handel begonnen. Die Stadt wurde mit Befestigungsanlagen gegen die Bedrohungen aus dem Osten, insbesondere die Tataren, gesichert. Für die Gründung war letztlich vor allem aber der damals florierende Getreidehandel auf San und Weichsel verantwortlich. Die Bevölkerung der neuen Stadt setzte sich in erster Linie aus römisch-katholischen Polen, Juden und griechisch-katholischen Ruthenen zusammen.
Im Jahre 1731 ging die Stadt durch die Heirat von Maria Zofia Sieniawska mit August Aleksander Czartoryski in den Besitz der nicht minder bedeutenden Familie Czartoryski über, der bis 1939/1944 Sieniawa gehörte. Bei der Ersten Teilung Polens 1772 fiel Sieniawa an Österreich und entwickelte sich zu einem Handwerks- und Handelszentrum. Im 19. Jahrhundert wurde die Stadt zu einem Zentrum des ostmitteleuropäischen Judentums, insbesondere des populären Chassidismus. 1896 gingen die Stadtrechte vorübergehend verloren (bis 1934). 1918 wurde Sieniawa wieder polnisch. Vor Beginn des Zweiten Weltkriegs stellten die Juden beinahe 60 % der Bevölkerung. Während der zweijährigen Besetzung durch die Sowjetunion ab September 1939 wurde der Ort Sinjawa (Синява) genannt und war ab Anfang 1940 das Zentrum des Rajons Sinjawa als Teil der Oblast Lwow, danach rückte die deutsche Wehrmacht im Juni 1941 in der Stadt ein. Die Deutschen richteten ein Ghetto ein, in dem bis 1942 etwa 3000 Juden ermordet wurden. Die Verbliebenen wurden in das Vernichtungslager Belzec deportiert. Infolge der Kriegshandlungen – Sieniawa war auch ein Zentrum der polnischen und der sowjetischen Partisanenbewegung – wurde die Stadt weitgehend zerstört. Nach der Rückeroberung der Stadt im Sommer 1944 durch die Rote Armee (Lwiw-Sandomierz-Operation) verblieb der Ort bis Oktober 1944 noch offiziell ein Teil der Sowjetunion, wurde dann aber zusammen mit dem Rajon an Polen zurückgegeben, seither ist der Ort ein Teil Polens.

## Sehenswürdigkeiten

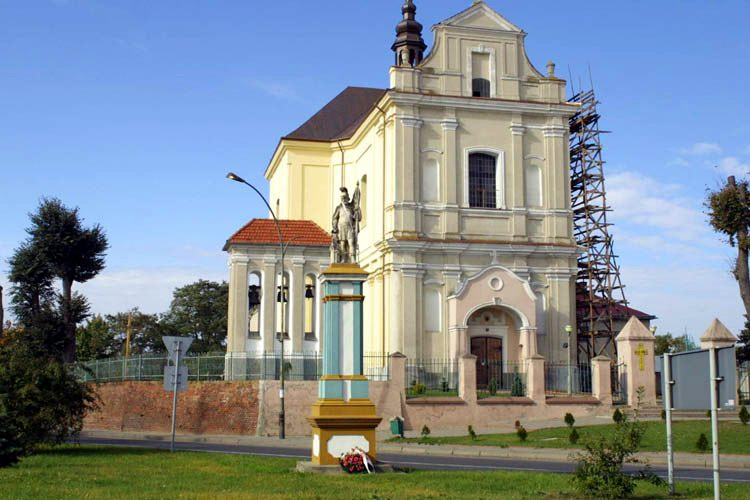
St.-Johannes-der-Täufer-Kirche

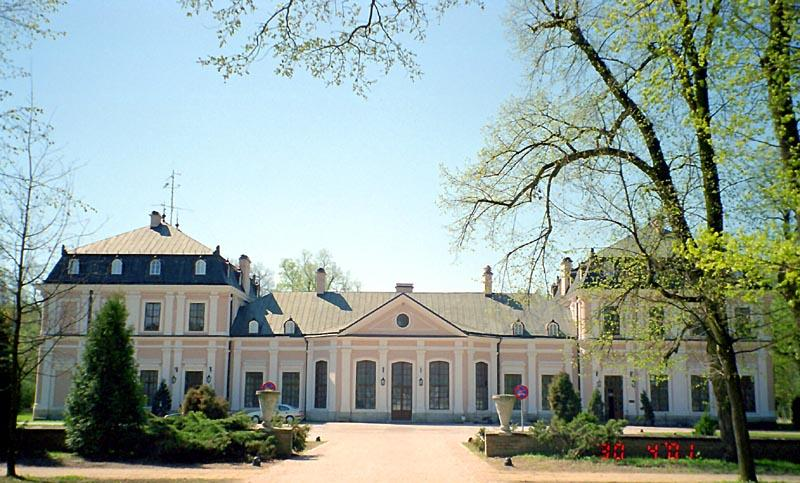
Czartoryski-Schloss

- Anordnung der Stadt nach dem Muster aus der Zeit der Gründung im 17. Jahrhundert
- Palast- und Parkensemble der Familie Czartoryski
- Katholische Pfarrkirche Unserer Lieben Frau, 1719 nach einem Entwurf von Giovanni Spazzio errichtet. Nach Zerstörung in den 1920er Jahren wieder aufgebaut. Enthält die Gruft derer von Czartoryski
- Ehemalige Pfarrkirche St. Johannes des Täufers von 1757, von 1788 bis 1947 Kirche der Unierten
- Rathaus aus der zweiten Hälfte des 17. Jahrhunderts, im Zweiten Weltkrieg zerstört und danach wiederaufgebaut
- Alte Befestigungsanlagen

## Gemeinde
Zur Stadt-und-Land-Gemeinde Sieniawa gehören neben der Stadt weitere Orte mit etwa 7000 Einwohnern.

## Persönlichkeiten
- Adam Kazimierz Czartoryski (* 1734 in Danzig; † 1823 in Sieniawa), polnischer und österreichischer General
- Stanisław Madeyski (* 1841 in Sieniawa), österreichischer Kultusminister.